# Максимов, Сергей Васильевич
Сергей Васильевич Макси́мов (25 сентября (7 октября) 1831 — 3 (16) июня 1901) — русский этнограф-беллетрист. Брат писателя Николая и хирурга Василия Максимовых.

## Биография
Родился в 1831 году в семье уездного почтмейстера в Кологривском уезде Костромской губернии, в посаде Парфеньево, где и получил первоначальное образование в посадском народном училище. В 1842—1850 годах учился в Костромской мужской гимназии. В 1850 году поступил на медицинский факультет Московского университета. В 1852 году переехал в Санкт-Петербург и стал студентом Медико-хирургической академии.
Публиковался с 1853 г., преимущественно в «Библиотеке для чтения». Начинал с очерков из народного быта. Ободрённый Тургеневым, Максимов в 1855 году предпринимает литературно-этнографическую экскурсию — пешеходное странствование по Владимирской губернии, посещает затем Нижний Новгород, Вятскую губернию. Этот опыт изучения народного быта отразился в очерках «Крестьянские посиделки Костромской губернии», «Извощики», «Швецы» (то есть портные), «Сергач» (вожак медведя), «Вотяки», «Нижегородская ярмарка», «Соцкой», «Булыня» (скупщик льна), «Маляр», «Кулачок», «Повитуха», «Колдун» и др., впоследствии вошедших в книгу «Лесная глушь» (СПб., т. 1-2, 1871).
Когда по мысли великого князя Константина Николаевича морским ведомством был организован целый ряд этнографических экспедиций в различные края России (1855), Максимову достался Север: он отправился к Белому морю, добрался до Ледовитого океана и Печоры и напечатал ряд статей в «Морском сборнике», «Библиотеке для чтения» и «Сыне Отечества», составивших затем книгу «Год на Севере» (1859, СПб.; 3 изд., 1871). Это произведение отмечено малой золотой медалью Императорского русского географического общества.
Морское ведомство поручило Максимову отправиться на Дальний Восток для исследования только что приобретённой Амурской области. Путешествие это было предметом нового ряда статей в «Морском сборнике» и «Отечественных записках», вошедших в книгу: «На Восток, поездка на Амур в 1860—1861 гг. Дорожные заметки и воспоминания». (СПб., 1864; 2 изд., 1871). На обратном пути Максимову было поручено обозрение сибирских тюрем и быта ссыльных, но это исследование к опубликованию не было разрешено, а было издано морским ведомством «секретно», под заглавием «Ссыльные и тюрьмы». Позже в «Вестнике Европы» и «Отечественных записках» появились отдельные статьи Максимова по этому предмету, а затем и книга «Сибирь и каторга» (СПб., т. 1-3, 1871).
В 1862—1863 гг. Максимов посетил юго-восток России, прибрежья Каспийского моря и Урала. Из статей, вызванных этой поездкой, в «Морском сборнике» появились две — «Из Уральска» и «С дороги на Урал», а остальные, касающиеся раскола («Иргизские старцы», «Ленкорань», «Секта общих», «Молокане», «Духоборцы», «Прыгуны», «Скопцы», «Хлысты», «Субботники», «Божий промысел» и др.), напечатаны в «Деле», «Отечественных записках», «Семье и школе». Ещё ранее из статей Максимова, напечатанных в «Иллюстрации» и «Сыне Отечества», составилась книжка «Рассказы из истории старообрядцев» (СПб., 1861).
По приглашению издательского товарищества «Общественная польза» для «Досуга и дела» Погосского и для Комиссии по устройству народных чтений Максимов редактировал и сам составил до 18 книжек для народа: «О русской земле», «О русских людях», «Мерзлая пустыня», «Дремучие леса», «Русские степи и горы», «Крестьянский быт прежде и теперь», «Соловецкий монастырь» и др.
Командированный в 1868 г. Императорским географическим обществом в Северо-Западный край, Максимов объездил губернии: Смоленскую, Могилевскую, Витебскую, Виленскую, Гродненскую, Минскую и свои наблюдения напечатал в книге «Бродячая Русь Христа-ради» (СПб., 1877). Несобранными остаётся ещё много статей Максимова о различных сторонах народного быта в разных местностях России: о казаках на Дону, на Урале, в Черноморье, о русских инородцах в Сибири, в Белоруссии, о народных праздниках и пр., рассеянных в «Живописной России» Вольфа (перевед. на нем. яз. в журнале «Natur»), «Задушевном слове», «Нови» («Наше двоеверие»), «Сельском вестнике», «Новостях» и др. изданиях.
Определённый интерес представляют составленные Максимовым объяснения различных слов и оборотов живой обиходной русской речи, первоначальный смысл которых для большинства совершенно затерян; они вошли в книгу «Крылатые слова» (СПб., 1890). Посмертно издана князем Тенишевым его трилогия «Нечистая, неведомая и крестная сила», работу над которой завершил А. А. Яблоновский. Эта книга — самая известная из всего написанного Максимовым — неоднократно переиздавалась в постсоветской России.
Похоронен в Петербурге на Литераторских мостках (фото могилы).

## Признание
- Почётный академик Петербургской академии наук (1900).
- Малая золотая медаль Императорского русского географического общества (1861)[3].